# 平城優
平城 優（ひらき ゆう，8月12日 - ）は日本のボーカリスト，ギタリスト，作詞家，作曲家。　
血液型O型。 元You&Meのボーカル・ギター。現在、フリーで活動中。

## 経歴
初めて作詞作曲をしたのは14歳の頃。当時、KinKi Kidsや木村拓哉がギターを弾いている姿に影響され、14歳だった平城優もギターを始めた。それから独学でギターを覚え、いくつか曲を作れるようになった。ある日、作った曲を友人に聴いてもらったところ、感動してくれたことが嬉しくて、その友人にだけは完成した曲を毎回聴いてもらっていた。
2006年の夏頃からセミプロとしてソロ活動を開始。この年に行われた「第4回プレス9九州沖縄音楽祭・鹿児島大会」（ダイエー鹿児島店）が人生初のソロステージだった。
2007年9月、You&Me（ミズキ・ハルカ・ユウの3人ユニット）を結成。ヴォーカル、ギター、作詞・作曲マルチに担当。ユニットでは「ユウさん・ユウちゃん」で親しまれる。
2007年11月10日に行われた「第5回プレス9九州沖縄音楽祭・鹿児島大会」にYou&Meで出場し、最優秀賞を受賞。
翌年1月14日に福岡市で行われた決勝大会に鹿児島代表として出場。この大会がきっかけで弓場建設（ユーミーマンション）がスポンサーになりデビューの話が進む。
2008年11月に行われた「第6回プレス9九州沖縄音楽祭」鹿児島大会ではゲスト出演を果たした。
2009年6月24日にコロムビアミュージックエンターテイメントよりYou&Meの一員としてメジャーデビュー。このデビューシングルでは、Vo.・コーラス・作曲を担当。ライブ曲は作詞も担当していた。
ショッピングモールやイベントホールなどで歌うこともあった。
2010年6月頃に解散。

## 人物

### 性格
- とても明るく活発なタイプ。
- 困ってる人を放っておけないタイプ。
- 結構なんでもこなしてしまうので「器用貧乏」と呼ばれている。
- 熱しやすく冷めやすい。
- おてんば。
- 幼少期からスポーツや音楽に囲まれて育つ。
- 幼稚園は長渕剛・辛島美登里らが卒園した唐湊幼稚園。
- 小学5年・6年の頃に鹿児島市の運動記録会に出場したこともある。

### 趣味
- 車やバイクが好きで、よく運転している。愛車の簡単なメンテナンスは自分でやってしまうほど。
- 夜景が好きで一人で見に行くことも。
- 基本的に一人が好きで、実家にいた頃は一人で魚釣りに行くこともあった。
- 多趣味。
- 「マッサージが上手い」と言われることが多かったため、上京してからリラクゼーション資格を取得。実家に帰省した時には、身内や友人・知人などに施術して技術を忘れないようにしている。

### 楽器
- Takamineアコースティックギター。
- KAWAIアップライトピアノ。
- DTMCubaseを使用。

## 主な作品
- 心の梅雨　〜The rainy season of my heart〜 （未音源化）：平城優ソロ
- You&Me 〜絆〜　（コロムビアミュージックエンタテインメント）：You&Me
- My true love　（コロムビアミュージックエンタテインメント）：You&Me